# 灰喉地莺
，是雀形目森莺科的一种鸟类，属于单型的灰喉地莺属（学名：Oporornis）。
灰喉地莺体重约13.3克，翼长约71.3毫米，喙宽度约3.1毫米，喙厚度约3.3毫米，嘴峰长约13.6毫米，跗蹠长约21.8毫米，尾长约49.4毫米。
灰喉地莺是候鸟，栖息在森林，它们是食肉动物，主要以昆虫、蜘蛛等陆生无脊椎动物为食。它们分布在北美洲北部；在玻利维亚和巴西越冬。